# Залесовский сельсовет (Оренбургская область)
Залесовский сельсовет — сельское поселение в Красногвардейском районе Оренбургской области Российской Федерации.
Административный центр — село Залесово.

## История
9 марта 2005 года в соответствии с законом Оренбургской области № 1901/343-III-ОЗ образовано сельское поселение Залесовский сельсовет, установлены границы муниципального образования.

## Население
| 2010 | 2012 | 2013 | 2014 | 2015 | 2016 | 2017 |
| ---- | ---- | ---- | ---- | ---- | ---- | ---- |
| 408  | ↘393 | ↘381 | ↘355 | ↘350 | ↘344 | ↘332 |
| 2018 | 2019 | 2020 | 2021 |      |      |      |
| ↘326 | ↘314 | ↘303 | ↘296 |      |      |      |

## Состав сельского поселения
| № | Населённый пункт | Тип населённого пункта       | Население |
| - | ---------------- | ---------------------------- | --------- |
| 1 | Владимировка     | село                         | 34        |
| 2 | Залесово         | село, административный центр | 374       |